# Татарник (деревня)
Татарник — опустевшая деревня в Оричевском районе Кировской области в составе Кучелаповского сельского поселения.

## География
Находится на расстоянии примерно 29 километров по прямой на юго-восток от районного центра поселка Оричи.

## История
Известна была с 1802 года как заимка Филимоновская с населением 5 душ (мужского пола). В 1873 году учтено было дворов 9 и жителей 53, в 1905 10 и 67, в 1926 12 и 62, в 1950 15 и 63. В 1989 году постоянных жителей не было уже учтено.

## Население
Постоянное население не было учтено как в 2002 году, так и в 2010.